# 布里爾
布里爾（bril）是一個心理物理学上的亮度單位。
布里爾定義為在亮度一微朗伯的區域，適應黑暗的眼睛可以接受到的亮度。
人感受到的亮度和物體表面的亮度不是成正比，像古斯塔夫·费希纳提出的韋伯-費希納定理及斯坦利·史密斯·史蒂文斯提出的斯蒂文斯冪律一様。
因為眼睛在不同的亮度會調整其對光的靈敏度，進行部份的補償。因此感受到的亮度會和眼睛光适应有關。
- 適應100微朗伯的眼睛接受到照度100微朗伯的光，感受到的亮度會是3布里爾[3]。
- 適應1朗伯的眼睛，接受到照度0.01朗伯（10000朗伯）的光，感受到的亮度也會是3布里爾[3]。

## 腳註
1. ↑  
1微朗伯 = 1/(100 π) cd/m2 ≈ 0.003 cd/m2